# Projekt Merkury
Projekt Merkury lub Rakieta (ang. The Mercury Project lub Rocket’s Red Glare, 2000) – amerykański film familijny.
Siedemnastolatek o imieniu Todd zbudował wraz z dziadkiem Gusem – byłym astronautą – rakietę kosmiczną.
Film jest emitowany w Polsce za pośrednictwem telewizji Jetix/Disney XD. Premiera filmu odbyła się 9 października 2005 roku o godz. 16:00 w Kinie Jetix. Wcześniej film można było oglądać na Jetix Play.

## Obsada
- Robert Wagner – Gus Baker
- Ryan Merriman – Todd Baker
- Marilu Henner – Meg Baker
- Danielle Fishel – Sarah Miller
- John Finn – Wyatt Claybourne
- Frederick Coffin – Mitch Greer
- Bill Timoney – Hank Baker
- Oliver Hudson – Hank Baker
- Taryn Reif – Jen Karsten
- Sarah Lancaster – Carol
- Brandon Tyler – Vic Henry
- Cory Pendergast – Jason Jones
- Holly Towne – Molly
- John Fortson – Żołnierz
- Paul Scherrer – Eddie

## Wersja polska
Opracowanie i udźwiękowienie wersji polskiej: na zlecenie Jetix – Studio Eurocom

Reżyseria: Dorota Prus-Małecka

Dialogi: Anna Niedźwiecka

Dźwięk i montaż: Józef Lisiecki

Kierownictwo produkcji: Marzena Wiśniewska

Udział wzięli:
- Marcin Jakimiec – Todd Baker
- Tomasz Grochoczyński – Gus Baker
- Agnieszka Kunikowska – Meg Baker
- Katarzyna Łaska – Sarah Miller
- Magdalena Krylik
- Anna Wiśniewska
- Cynthia Kaszyńska
- Janusz Wituch
- Krzysztof Zakrzewski
- Andrzej Hausner
- Jacek Kopczyński
- Jan Aleksandrowicz
- Tomasz Błasiak
- Leszek Zduń
- Jerzy Mazur
- Wojciech Machnicki